# Isodontia cyanipennis
Isodontia cyanipennis là một loài côn trùng cánh màng trong họ Sphecidae, thuộc chi Isodontia. Loài này được Fabricius miêu tả khoa học đầu tiên năm 1793.